# Daleks - Invasion Earth: 2150 A.D.
Daleks – Invasion Earth: 2150 A.D. (1966), titulado alternativamente como Los marcianos invaden la Tierra o Doctor Who: Los Daleks invaden la Tierra es la segunda de las dos películas basadas en la serie televisiva de ciencia ficción Doctor Who. Fue la secuela de Dr. Who y los Daleks, y estuvo protagonizada por Peter Cushing. También aparecieron Bernard Cribbins y Andrew Keir. Se filmó en Technicolor y en formato panorámico.
El guion está basado en el serial de 1964 The Dalek Invasion of Earth, aunque al igual que la primera película (también basada en un serial de la serie original) hay muchas diferencias estructurales. Por ejemplo, en la serie de televisión, el Doctor es un alienígena al que simplemente llaman el Doctor, mientras en las dos películas, es un ser humano cuyo apellido auténtico es "Who".

## Argumento
Tom Campbell, un oficial de policía, está de patrulla cerca de una joyería. Unos hombres roban en la joyería y el conductor del vehículo de escape le deja inconsciente antes de que pueda detenerlos. Al dirigirse a una cabina de policía para pedir refuerzos, Tom entra en la TARDIS, operada por su creador, el Dr. Who, con su sobrina Louise y su nieta Susan. El Doctor pilota la TARDIS hasta el año 2150, donde descubren que Londres ahora es un paisaje vacío de edificios derruidos. Los Daleks han invadido la Tierra y asolado continentes enteros, mientras los restos de la humanidad han formado unos movimientos de resistencia. Algunos humanos capturados han sido convertidos en esclavos sin cerebro llamados "Robohombres", pero la mayoría han sido trasladados a un complejo de minas en Bedfordshire, donde las excavaciones alienígenas se dirigen hacia el núcleo de la Tierra. Louise y Susan van con un grupo de rebeldes en el metro de Londres, dirigidos por Wyler, David y Dortmun, que está en silla de ruedas. Mientras tanto, Tom y el Doctor son capturados por una patrulla de Robohombres, y llevados a bordo de una nave Dalek, donde son puestos en una celda...

## Reparto
- Peter Cushing como Dr. Who
- Bernard Cribbins como Tom Campbell.
- Ray Brooks como David.
- Andrew Keir como Wyler.
- Jill Curzon como Louise.
- Roberta Tovey como Susan.
- Roger Avon como Wells.
- Geoffrey Cheshire como Robohombre.
- Keith Marsh como Conway.
- Philip Madoc como Brockley.
- Steve Peters como Líder Robohombre.
- Eddie Powell como Thompson.
- Godfrey Quigley como Dortmun.
- Peter Reynolds como hombre en bicicleta.
- Bernard Spear como hombre con bolsa.
- Sheila Steafel como mujer joven.
- Eileen Way como mujer anciana.
- Kenneth Watson como Craddock.
- John Wreford como Robber.
- Robert Jewell - Operador de Daleks.
- Peter Hawkins, David Graham - Voces de los Daleks.